# L'Italia della Repubblica
L'Italia della Repubblica è una serie di 20 documentari realizzati da Rai Cultura nel 2016 per celebrare il 70º anniversario della Repubblica Italiana. I documentari sono stati trasmessi su Rai Storia e su Rai 1 a partire dal 22 aprile 2016.

## Il programma
La serie racconta i momenti salienti della storia della Repubblica Italiana, dalla fine della seconda guerra mondiale all'ingresso dell'Italia nell'Euro, con l'ausilio di testimonianze e filmati d'epoca. Ogni documentario, della durata di circa 55 minuti, è introdotto da una presentazione di Paolo Mieli e vede il contributo in studio di un protagonista della storia d'Italia, intervistato da Michele Astori. Il consulente storico della serie è Giovanni Sabbatucci.

## Le puntate
| n. | Titolo                                  | Ospite                        | Prima TV          | Autore                |
| -- | --------------------------------------- | ----------------------------- | ----------------- | --------------------- |
| 1  | L'alba della Repubblica                 | Giorgio Napolitano            | 22 aprile 2016    | Clemente Volpini      |
| 2  | L'Italia nella guerra fredda            | Maria Romana Catti De Gasperi | 29 aprile 2016    | Alessandro Chiappetta |
| 3  | Costruire la Repubblica                 | Giuliano Amato                | 6 maggio 2016     | Clemente Volpini      |
| 4  | La rinascita                            | Francesco Merloni             | 13 maggio 2016    | Giancarlo Di Giovine  |
| 5  | Trieste. Il confine conteso             | Anna Maria Mori               | 20 maggio 2016    | Riccardo Ferrigato    |
| 6  | Gli anni del Centrismo                  | Ciriaco De Mita               | 27 maggio 2016    | Daniele Ongaro        |
| 7  | Il boom e gli italiani                  | Giorgetto Giugiaro            | 1 giugno 2016     | Massimiliano Griner   |
| 8  | Un popolo di migranti                   | Ernesto Olivero               | 2 giugno 2016     | Marta La Licata       |
| 9  | Ascesa e declino del centrosinistra     | Franco Ferrarotti             | 3 giugno 2016     | Giancarlo Di Giovine  |
| 10 | Studenti e operai in lotta              | Luciana Castellina            | 10 giugno 2016    | Brigida Gullo         |
| 11 | Gli anni di piombo                      | Ezio Mauro                    | 2 settembre 2016  | Alessandro Chiappetta |
| 12 | I diritti e le conquiste delle donne    | Emma Bonino                   | 9 settembre 2016  | Marta La Licata       |
| 13 | La stagione della solidarietà nazionale | Giuseppe Pisanu               | 16 settembre 2016 | Alessandro Varchetta  |
| 14 | Gli anni del riflusso                   | Natalia Aspesi                | 23 settembre 2016 | Giancarlo Di Giovine  |
| 15 | Gli anni di Craxi e del Pentapartito    | Marcello Sorgi                | 30 settembre 2016 | Massimiliano Griner   |
| 16 | La lotta alla mafia                     | Pietro Grasso                 | 7 ottobre 2016    | Alessandro Chiappetta |
| 17 | Tramonto rosso. La fine del PCI         | Claudio Petruccioli           | 14 ottobre 2016   | Stefano Di Gioacchino |
| 18 | La caduta. L'Italia di Mani Pulite      | Giulio Anselmi                | 21 ottobre 2016   | Daniele Ongaro        |
| 19 | La rivoluzione del Cavaliere            | Giuliano Urbani               | 28 ottobre 2016   | Stefano Di Gioacchino |
| 20 | Il lungo viaggio dell'Europa            | Romano Prodi                  | 4 novembre 2016   | Riccardo Ferrigato    |